# 科德羅 (委內瑞拉)

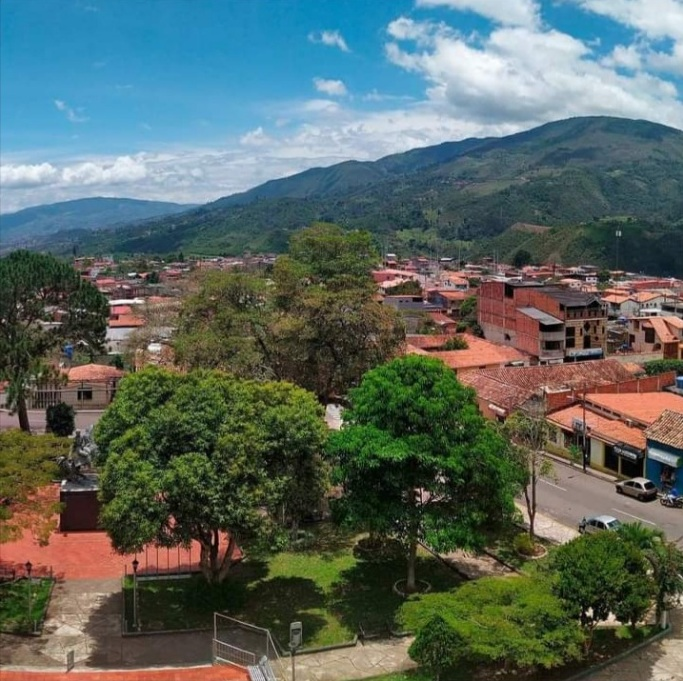
科德罗景观

科德羅（西班牙語：Cordero），是委內瑞拉的城鎮，位於該國西南部塔奇拉州，是安德雷斯貝略市的首府，海拔高度1,149米，該城鎮的氣候涼爽，適合練習登山、徒步旅行、山地自行車等戶外活動，2010年人口21,000。